# T O 3
 (mai 2025).
Si vous disposez d'ouvrages ou d'articles de référence ou si vous connaissez des sites web de qualité traitant du thème abordé ici, merci de compléter l'article en donnant les références utiles à sa vérifiabilité et en les liant à la section « Notes et références ».
TO3 est une émission de télévision française pour la jeunesse diffusée sur France 3 du 1er avril 2002 au 28 août 2004 et destinée principalement aux enfants de 9 ans et plus, présentée par Théo et Luna, deux personnages en image de synthèse.

## Histoire

### Principe
En remplacement des Minikeums, le concept consiste à faire voyager deux adolescents nommés Théo et Luna, dans un vaisseau spatial (le 3), accompagnés d'un équipage peuplé de créatures loufoques. Produit par le studio d'animation Sparx, l'émission propose un collage esthétique mettant en œuvre divers styles graphiques en images de synthèse. Dans ce programme, les personnages présentent une forme graphique variée, adaptée à leur caractère.
Toutes les voix sont réalisées en amont de l'animation, par Viking Studio Production (studio de post prod audio) et quelques comédiens doublent plusieurs personnages. Au moyen d'un logiciel de synchronisation labiale, les mouvements de la bouche des animations 3D sont calées automatiquement sur les voix, enregistrées en amont.
TO3 est créé pour remplacer les Minikeums, émission âgée de neuf ans ayant tendance à vampiriser l'attention des enfants au détriment des programmes censés promus, selon France 3.
Prévu initialement pour une saison en 2002, TO3 est maintenu pendant deux ans et demi, soit une douzaine d'heures produites, avant d'être remplacé par France Truc.

### Formule
Un adolescent nommé Théo, passionné par l'espace et les séries animées, décide de partir en expédition dans l'immense galaxie de la Voie Lactée. Il entre dans son vaisseau spatial, le 3. Luna, sa demi-sœur, s'est incrustée dans son vaisseau pour pouvoir accompagner Théo.  En traversant l'espace, ils entrent dans un système solaire inconnu. Ils remarquent une planète susceptible d'abriter la vie. Donc, le vaisseau atterrit sur la planète, qui est peuplée de curieux êtres. Théo les rencontre et une fois amis, il leur montre, chaque jour, des dessins animés pour leur donner une idée de la vie sur Terre[réf. nécessaire].

### Description de la planète
- Nom : aucun (mais Théo l'appelle Téo III)
- Distance depuis le système solaire : 20 années-lumière
- Nombre de lunes et de soleils : 2 lunes et un soleil
- Diamètre : 6 905,8 km
- Terrain : arbres loufoques, fleurs gigantesques, mers
- Population : créatures intelligentes

Le paysage ressemble à celui du corail marin

### Description du système
- Distant de 31050 années lumière
- Un soleil (naine bleue)
- Orbite 1 : planète rocheuse
- Orbite 2 : planète volcanique
- Orbite 3 : Téo III
- Orbite 4 : géante gazeuse
- Orbite 5 : moyenne géante gazeuse

### Équipage du 3
- Théo : l'adolescent explorateur
- Luna : sa demi-sœur capricieuse
- Monsieur Double : un personnage-sablier à deux têtes destiné à se contredire perpétuellement
- Aie et Paf : deux cascadeurs cartoon
- Réglisse : une petite fille avec des cheveux vertes dans un siège volant marchant au savon
- Mitch : un cube bleu vaniteux
- Linda : une danseuse excentrique

## Programmes diffusés

### Dessins animés
- Action Man (2002-2003)
- Albert le cinquième mousquetaire (2002)
- Alix (2003)
- Allô la Terre, ici les Martin (2002)
- Angela Anaconda (2002, 2004)
- Animaniacs (2002)
- Archibald le koala (2002-2003)
- Beyblade (2002-2004)
- Bob le bricoleur (2002-2004)
- Catfish Blues (2003)
- Cédric (2002-2004)
- Célestin (2002-2003)
- Cheval Soleil (2004)
- Cléo et Chico (2002)
- Code Lyoko (2003-2004)
- Corneil et Bernie (2003-2004)
- Denver, le dernier dinosaure (2002)
- Drôles de petites bêtes (2002-2004)
- Ginger (2002-2003)
- Jackie Chan (2002-2004)
- Jumanji (2003-2004)
- Kangoo (2002)
- Les Aventures d'une mouche (2002-2004)
- Les Aventures fantastiques du commandant Cousteau (2003)
- Les Aventures des Pocket Dragons (2002-2003)
- Les Belles Histoires de Pomme d'Api (2004)
- Les Chevaliers de l'Outre-Monde (2002-2003)
- Les Contes de la rue Broca (2002)
- Les Contes du chat perché (2002)
- Les Kangoo aux Jeux (2003)
- Les Jules, chienne de vie... (2003)
- Les Malheurs de Sophie (2002-2003)
- Les Plus Beaux Contes d'Andersen (2003-2004)
- Les Razmoket (2002-2004)
- Les Rois et les Reines (2002-2003)
- Les Saules en hiver (2003)
- Les Singes de l'espace (2002)
- Les Trois Petites Sœurs (2002-2004)
- Loups, Sorcières et Géants (2002-2003)
- Marshall et Simon (2002)
- Marsupilami (2002-2004)
- Martin Matin (2003-2004)
- Medabots (2002-2003)
- Mes parrains sont magiques (2002-2004)
- Michat-Michien (2002-2004)
- Mythologies (2004)
- Pantin la Pirouette (2002, 2004)
- Parker Lewis ne perd jamais (2004)
- Patates et Dragons (2004)
- Pelswick (2002-2004)
- Princesse Sissi (2002, 2004)
- Quoi d'neuf Scooby-Doo ? (2004)
- Ratz (2003-2004)
- Redwall (2002-2003)
- Sanbarbe le Pirate (2003-2004)
- Shtoing Circus (2003-2004)
- Shaman King (?)
- Sophie et Virginie (2002-2003)
- SOS Croco (2002-2004)
- SOS Renard (2002-2003)
- Sourire d'enfer (2002-2004)
- Taina (2002)
- Titeuf (2002-2004)
- Tom-Tom et Nana (2002-2004)
- Triple Z (2002-2004)
- Winx Club (2004)
- X-Men : Evolution (2002-2004)

### Émissions
- Bunny et tous ses amis (2002-2004)

## Audience
L'émission réalisait en moyenne 18,3 % de parts d'audiences.

## Diffusion
L'émission TO3 est diffusée du lundi au dimanche à 7h du matin et du lundi au vendredi à 16h35.